# Partido Socialista dos Trabalhadores Unificado
De Partido Socialista dos Trabalhadores Unificado, afgekort PSTU (Nederlands: Verenigde Socialistische Arbeiderspartij) is een politieke partij in Brazilië.
De PSTU is een socialistische organisatie en aanhanger van het revolutionaire marxisme, op basis van de ideologie van Leon Trotski en Nahuel Moreno.

## Verkiezingsresultaten

### Parlementsverkiezingen
| Kamer                                                               | Kamer   | Kamer      | Kamer      | Kamer  | Kamer  | Senaat  | Senaat     | Senaat     | Senaat  | Senaat | Senaat |
| Jaar                                                                | Stemmen | Stemmen    | Stemmen    | Zetels | Zetels | Stemmen | Stemmen    | Stemmen    | Zetels  | Zetels | Zetels |
| Jaar                                                                | Aantal  | Percentage | Percentage | Aantal | +/-    | Aantal  | Percentage | Percentage | Gekozen | +/-    | Totaal |
| Jaar                                                                | Aantal  | %          | +/-        | Aantal | +/-    | Aantal  | %          | +/-        | Gekozen | +/-    | Totaal |
| ------------------------------------------------------------------- | ------- | ---------- | ---------- | ------ | ------ | ------- | ---------- | ---------- | ------- | ------ | ------ |
| 2006                                                                | 101.307 | 0,10       | –          | 0      | –      | 196.636 | 0,20       | –          | 0       | –      | 0      |
| 2010                                                                | 102.120 | 0,10       | 0,00       | 0      | –      | 436.192 | 0,30       | 0,10       | 0       | –      | 0      |
| 2014                                                                | 188.473 | 0,20       | 0,10       | 0      | –      | 355.585 | 0,40       | 0,10       | 0       | –      | 0      |
| 2018                                                                | 41.304  | 0,02       | -0.20      | 0      | –      | 413.914 | 0,20       | 0,20       | 0       | –      | 0      |
| 2022                                                                | 27.995  | 0,03       | 0,01       | 0      | –      | 132.680 | 0,13       | -0,07      | 0       | –      | 0      |
| Bron: Wikipedia - Braziliaanse parlementsverkiezingen 2006 t/m 2022 |         |            |            |        |        |         |            |            |         |        |        |

### Statenverkiezingen
Er werden geen PSTU-kandidaten gekozen voor het gouverneurschap tijdens de Statenverkiezingen van 2022.

### Gemeentelijke verkiezingen
Bij de gemeentelijke verkiezingen van 2024 werden geen burgemeesters en geen gemeenteleden gekozen voor de PSTU.
| Burgemeesters                                         | Burgemeesters | Burgemeesters | Burgemeesters | Burgemeesters | Burgemeesters | Zetels in de Gemeenteraden | Zetels in de Gemeenteraden | Zetels in de Gemeenteraden | Zetels in de Gemeenteraden | Zetels in de Gemeenteraden |
| Jaar                                                  | Gekozen       | Totaal        | Percentage    | Percentage    | +/-           | Gekozen                    | Totaal                     | Percentage                 | Percentage                 | +/-                        |
| ----------------------------------------------------- | ------------- | ------------- | ------------- | ------------- | ------------- | -------------------------- | -------------------------- | -------------------------- | -------------------------- | -------------------------- |
| 2020                                                  | geen          | 5.568         |               | 0%            | –             | geen                       | 56.810                     |                            | 0%                         | –                          |
| 2024                                                  | geen          | 5.569         |               | 0%            | –             | geen                       | 58.026                     |                            | 0%                         | –                          |
| Bron: Uitslag gemeentelijke verkiezingen 2020 en 2024 |               |               |               |               |               |                            |                            |                            |                            |                            |